# '84小樽博覧会
'84小樽博覧会（'84おたるはくらんかい）は、北海道小樽市で開催された博覧会。小樽市制60周年記念事業の一環として企画された。

## 概要
1982年に札幌市で開催された「'82北海道博覧会」の成功と箕輪登前郵政大臣の小樽での逓信博覧会開催の提案を契機に博覧会構想が始動し、同年11月に基本構想を発表。1985年の小樽市開基120周年に向け、港町小樽にふさわしく豊かな国際色と来たる高度情報化時代の先端技術やエレクトロニクスの将来像をふんだんに織り込んだ博覧会を目指し、博覧会のノウハウの提供を前提に82年道博の主催だった北海道新聞社との共催で行われた。しかし準備期間の短さやテーマの希薄さから来場者数は伸び悩み巨額の赤字となった。
- テーマ - 『新しい、海のある生活都市へ』
- 会場
  - 主会場「勝納ふ頭会場」（小樽港勝納埠頭周辺 面積約11万平米[4]） -  閉会後は臨海工業用地として使用[5]、現・築港5 - 6番地付近。
  - 副会場「ピアIRONAI会場」（小樽港色内埠頭周辺 面積約5万3千平米、入場無料[6]） - 下水終末処理場直上に設営、閉会後は臨海公園として使用[5]。現・色内埠頭公園。
- 開催期間 - 1984年（昭和59年）6月10日（日） - 8月26日（日）[7]
- 入場者 - 延べ1,886,844人（当初目標有料入場者150万人・第二次目標170万人、主会場1,679,734人・副会場207,110人、有料入場者1,206,025人[8]）
  - 主会場最高入場者数︰52,425人（8月5日）[8]
  - 主会場最低入場者数︰7,379人（6月27日）[8]
  - 主会場平均入場者数︰21,535人[8]
  - 無料入場者数については賓客は僅かで関係者の出入りが大半だったと指摘されている[9]。
- 総予算：約24億円- 北海道庁が6000万円を補助、小樽市・北海道新聞社が3000万円、小樽商工会議所が1000万円を拠出[9] 。
- 経済効果額（総生産誘発効果）︰約898億9000万円[10]
- 主催 - 小樽市、小樽商工会議所、北海道新聞社[7]
- 後援 - 総理府、外務省、文部省、厚生省、農林水産省、通商産業省、運輸省、郵政省、自治省、経済企画庁、科学技術庁、環境庁、北海道開発庁、日本国有鉄道、日本電信電話公社、日本道路公団、北海道市長会、北海道町村会、後志総合開発期成会、北方圏センター、北海道商工会議所連合会、北海道経営者協会、北海道経済同友会、北海道経済連合会、北海道商工指導センター、北海道中小企業団体中央会、北海道商店街振興組合連合会、北海道森林組合連合会、北海道水産会、北海道交通安全協会、北海道農業協同組合中央会、ホクレン農業協同組合連合会、北海道労働協会、北海道消費者協会、北海道観光連盟、NHK札幌放送局、北海道放送、札幌テレビ放送、北海道テレビ放送、北海道文化放送、FM北海道[7]
- シンボルマークデザイン - 岡村千絵・岡村絵里
  - 小樽の頭文字を表した円に海と港と人を意味する三つの波をかたどり、上部に明るいブルーと下部に濃いブルーを配色[11]。
- テーマ曲
  - 下成佐登子「Hellow Friendly Harbor」（作詞：友井久美子 作曲・演奏：COSMOS）[12][13]
  - 推薦曲 - 石原裕次郎「おれの小樽」（作詞：杉紀彦 作曲：弦哲也）[14]
- キャラクター - スリッピ（デザイン：古岩井潔）
  - 小樽の「小」を模した3羽の親子の海鳥で家族で博覧会を見に行く楽しさを表現、ファミリー・3羽の「スリー」・平和と港と人の「ピース・ピア・ピープル」を合わせたネーミングとした[7]。
- 入場料[15]
  - 前売︰一般1200円、高校生800円、小中学生500円、3歳以上幼児200円
  - 当日︰一般1500円、高校生1000円、小中学生700円、3歳以上幼児300円
  - 前売券にはお楽しみ抽選券が付き、賞品には1984年2月の第一回抽選分に東京ディズニーランド・都内見学2泊3日招待旅行を50組100名分[16]、6月の第二回抽選分におたる水族館招待券親子1500組3000名分が用意された。

## 施設

### 勝納ふ頭会場
- テーマ館「オタルステージ」 - ルイジ・コラーニがデザイン。約3億5千万円をかけ[3]、幅48m・奥行40m・開口時高さ27m[17]・閉口時9m[18]、二枚貝を模したデザインで内側下部に博覧会のシンボルマークや花のオブジェ[17]、開閉には約10分間を要し[18]、重量140トンの自動開閉する貝の裏に縦36m・横21mのミラーをあしらい、噴水ノズル500本とストロボ60灯を設置し水量200トンを用い10分間の水と光のショーを展開、潮騒や海鳥の声やテーマソングを流しながら港町小樽に生きる喜びや明るい未来への決意を表現する[13]。初期案では上部の開閉部の内側に映像スクリーンを配する形も検討されていた[18]。
- サブテーマ館「’84おたるコネクション」 - 市章の六花を中心に道産カラマツ材を用いた三角屋根のパビリオン6棟の構成で小樽市と関わりのある地域を紹介する[19]。閉幕後は小樽市内の西條木材産業（現・西條産業）が2棟を買取りニュージーランドレストラン・物産館として再利用された[20][21]。
  - オタルヒストリーロード - 小樽の歴史・文化をマルチスライドで紹介する[22]。
  - ルートオタル - 利尻・礼文・稚内、新潟・舞鶴・敦賀といった日本海航路で繋がる都市を紹介、目玉として利尻町からタラ漁に用いられた川崎船模型を展示[22]。
  - ルート・シリベシ - 後志圏の観光物産を紹介する[22]。
  - ルート・ホッポーケン - 北方圏諸国の紹介やスウェーデンの住空間の展示を実施[22]。
  - ルート・ナホトカ - 姉妹都市ナホトカ市を動物はく製20点などで紹介[22]。
  - ルート・ダニーデン - 姉妹都市ダニーデン市10数社の企業参加による産業紹介[22]。
- サントリープラザ ルイジ・コラーニ広場 - ルイージ・コラーニのデザインしたオブジェや自動車等計25点を展示[23]。
- サントリー館 - 「21世紀の飲食文化」をテーマに[19]、ビール樽とボトルの外壁とともにサントリーの魅力を展示し、生ビール等を販売するペンギンレストランやキャラクターショップも併設する。
  - サントリー<不思議の部屋> - 「ウイスキーの新しい世界」をテーマに鏡や照明を用いた演出でウイスキーのある豊かで楽しい生活を表現する[24]。
  - サントリーウイスキーとその世界 - サントリーウイスキー博物館の展示品を中心に日本とサントリーのウイスキーの歴史や技術を紹介する[24]。
  - サントリーマーケット - 博覧会記念ラベルのウイスキーやビール・ノベルティなどを販売[24]。
  - サントリービデオシアター - トリスシリーズ、ペンギン、タコなど話題を集めたサントリーのTVCMを上映する[24]。
  - サントリー<ペンギン>レストラン - CANビールのペンギンをモチーフにCANビールで作られたオブジェ「ペンギンシップ」を据え、北海道の味覚とサントリー生ビールを提供する[24]。
- 雪印館 - テントから高さ20mのマストを据えた帆船が飛び出る形で[25]、帆船「雪印号」をイメージし外部にアスレチックと館内に帆船の歴史展示を展開[26]、後部にテント式のレストランも併設[27]。
- コミュニケーション館 - 放送衛星ゆり2号a模型やINS、文字多重放送、ケーブルテレビ、コンピューターなど最先端の情報通信技術を展示、本博覧会最大規模のパビリオン[28]。
  - NEC「NECパソコンプラザ」 - 9面マルチビデオによるゲームやパソコン体験、CATV等の技術を紹介[29]。
  - 松下電器 - 双方向CATVホテルフロントシステムを紹介[29]。
  - NHK「NHKふれあいスタジオ」 - ニュースキャスター体験や記念写真コーナーを設置[29]。
  - 藤倉電線 - 21世紀の通信に欠かせない光ファイバーケーブルを紹介[29]。
  - 日本アマチュア無線小樽7.1クラブ - JA8YMSのコールサインで無線交信を実施[29]。
  - くつろぎコーナー - 北海道新聞・道新スポーツ・北海道文化放送・FM北海道合同の休憩所。UHBテレビ・FM北海道ラジオを流しつつ、北海道新聞のCTSシステム「DIPPER」の紹介[29]、北海道新聞・道新スポーツの紙面掲示や報道写真展を実施[30]。
  - 北海道郵政局 - 「未来にとどけ、まごころメッセージ」をテーマに多彩な企画で現在と未来の郵政事業を紹介する[31]。世界地図を青くあしらった透明の柱と世界の民族衣装を着た人形とピアノ鍵盤を据えたシンボルタワーを中心に[32]、テレトピア構想やふるさと小包の紹介、世界の貯金箱展、北海道の切手と原画展、原辰徳やタモリなど著名人20名からのメッセージを聞いて手紙を出す「スターへの手紙コーナー」[31]、郵趣相談コーナー、郵便貯金会館の紹介[29]、パンダのスタンプロボット、郵便番号自動読取機実演、血圧測定を始めとした体力測定、暑中見舞いはがき版画制作体験、宇宙通信衛星ETS-V、貯金・保険・年金の働き、鰊御殿ミニチュアを載せた郵便ポスト[33]、電子郵便、防災無線、為替貯金、オンラインシステム、自画像切手コーナー、郵便や小包の引受・切手販売・小樽市内7郵便局の風景印押印サービス・郵便貯金預払い・郵便振替・郵便為替・郵貯ATMを扱う小樽郵便局臨時出張所サービスコーナーなどを展開[32]。
  - 国際電信電話 - 世界各国の風景や人物写真による世界との繋がりを表した展示を内部に収めた直径3m・高さ6mのインテルサット衛星模型を中心に、衛星模型周囲に立体映像3Dスコープや小樽と世界各国の都市時刻を記録するワールドタイムスタンプ、国際自動ダイヤル通信のシミュレーション装置などを展開[34]。
  - 東芝 - コンピューターによるホームコントロールシステムやキャプテンシステム等生活に身近な近未来の技術を提案する[29]。
  - 日本アイ・ビー・エム - 漢字の誕生など文字のルーツに迫る「漢字とあそぼうゲームステージ」等を展開[29]。マルチステーション5550をはじめとした[35]、パソコンやワープロなどの最新技術を用いた情報紙「小樽電字瓦版」の編集室も設けられ[36]、毎日の博覧会の出来事や北海道新聞から配信されたニュースなどを記し午後に編集・印刷し翌朝に各パビリオンへの配布や入場者向けに総合案内所・コミュニケーション館内にも用意を行い1日計3千部[37]・全期間で約45万部を発行した[35]。
  - 富士通 - 紙飛行機設計システムなど未来のコミュニケーションを紹介[29]。
  - 日本電信電話公社「INSポート」 - 直径10m・高さ5mの半円球カプセルを用いたスライドによるINSの紹介、カプセル周辺にテレビ電話・テレビ望遠鏡・コンピューター遊びを配置し未来の情報システムを体感させ、会場内の移動式衛星通信局から通信衛星さくら2号aを介し札幌北報話局と繋いでのファクシミリ通信も実演する[38]。カプセル内では「鉄腕アトムのINS物語」を上映、テレビ会議システムなども展示[29]。
- エレクトロニクスワールド - 不二越の高さ2.5m・長さ4mジャンボ獅子舞等、音や電気や光など不思議な科学の世界をわかりやすく紹介し明日の豊かな暮らしを創造するエレクトロニクス技術を紹介する[27]。
- 新交通博物館 - 陸・海・空・宇宙に渡る北海道の未来交通システムを体験展示を交え紹介する。
  - 明日の北海道の交通網 - 未来の北海道の交通網を電飾を用い表現、川崎重工業のKV-107IIヘリコプター模型を設置[39]。
  - 日産自動車 - スカイラインシルエット等実車展示やPRパネルを展示[39]。
  - 日本国有鉄道「FRONTIER STATION」 - 「過去・現在・未来の国鉄」をテーマに開拓期の駅舎をイメージした外観のブースを設え[40]、弁慶号・C62・新幹線等の明治時代から現代に至る列車を模型や写真で紹介する他青函トンネル掘削現場や未来の都市間鉄道の模型やイラストによる紹介[41]、リニアモーターカーやガスタービンの模型列車の実演などを実施[42]。博覧会記念入場券の販売も実施[39]。
  - 新日本海フェリー - フェリー写真の大型パネルやSHKラインの航路図電光パネル等を展示[39]。
  - 全日空「ルイジ・コラーニの世界」 - 未来の交通機関を自然の形に近づけたルイジ・コラーニの作品を展示[39]。このうちサメと飛行機をイメージした「フライングシャーク」が[43]、閉幕後に小樽市水道局中央下水終末処理場に設置されている[44][45]。
- くらしの百科館 - 21世紀の暮らしを支えるエネルギー・食糧・ファッション等を紹介し[46]、ソーラーシステム・食文化の将来像・地場産業紹介といった生活に身近な話題も取り上げた。
  - ニッカウヰスキー「マイルドニッカワールド」 - マイルドニッカのTVCMに登場したロボットや製品ショーケース等を展示[47]。
  - ミズノ - スポーツクイズなどで新しい時代のスポーツ感覚を表現する[47]。
  - ほくさん「AQUA21」 - ルイジ・コラーニがデザインした衛生機器等を展示[47]。
  - ホクレン「メロディーランド」[47] - 遠足前夜の台所で炊飯器・冷蔵庫・野菜・卵・パン・ガスレンジ・やかん等が競って歌い踊るコンピュータと空気圧制御による8分間の人形劇「キッチンミュージカル」を上演、歌は友竹正則・淀かおるを起用[48]。閉幕後はルスツ高原に移設[49][50]。また野菜などをモチーフとした人形を据えた大樹を模したオブジェ「森のオーケストラ」も展開[51]。
  - 大高酵素 - 健康食品を一同に集めた展示[47]。
  - 北海道電力「ほくでんサークルビジョン」 - 映像ゾーンでは9面マルチスクリーン映像で北海道やアフリカの自然や動物の映像を上映し、展示・体験ゾーンでは小樽の風物や人物の組写真、パソコン5台によるエネルギークイズ、原子力発電の現状紹介を展開[52]。
  - 合同酒精 - ボトルを用いたシンボルモニュメントや製品展示を展開[47]。
  - 北海道ガス「北ガスガリバーランド」 - バルーンロボットやTVカメラ体験コーナーを展開[47]。
  - カネイ小川「おもちゃランド」 - タカラ、トミー、レゴの玩具を紹介[47]。
  - 小樽関連企業コーナー - 日本農産工業、北海道水道機材、北海道林屋製茶、旭商、光合金製作所が出展[47]。
- サッポロビール直営レストラン「ライオン」 - 工場直送の生ビールや魚介類、和洋中の料理等新鮮な本場の味を提供するテント式のレストラン[53]。
- 三菱サイエンスプラザ - スペースシンクロビジョン、人間ジャイロ等立体的な展示を中心に体験する科学の世界を楽しく紹介する[27]。三菱自動車のスタリオン4WDラリー仕様とミニキャブバン、キリンワールドレストラン、スタンプロボットも設置[54]。
- お祭り広場 - 鉄骨造縦40m・横30m・高さ10mのステージと客席1000席を設ける[55]。テレビ番組収録や芸能人ステージ、地元団体や郷土芸能等計350団体が出演。
- ポートバザール - 小樽商工会議所の運営による[56]、小樽市内の商社61店による物販。シー・アベニュー（海洋通り）、ハーバー・アベニュー（港通り）、ピア・アベニュー（ふ頭通り）、ビーチ・アベニュー（海岸通り）、オーシャン・アベニュー（大洋通り）、ベイ・アベニュー（入江通り）、フィッシュ・アベニュー（魚通り）、キャナル・アベニュー（運河通り）の8区画に分けて展開されシー・アベニューにはセルフサービス式のレストコーナーを設けた[57]。期間中延べ967,387人が来館[56]。

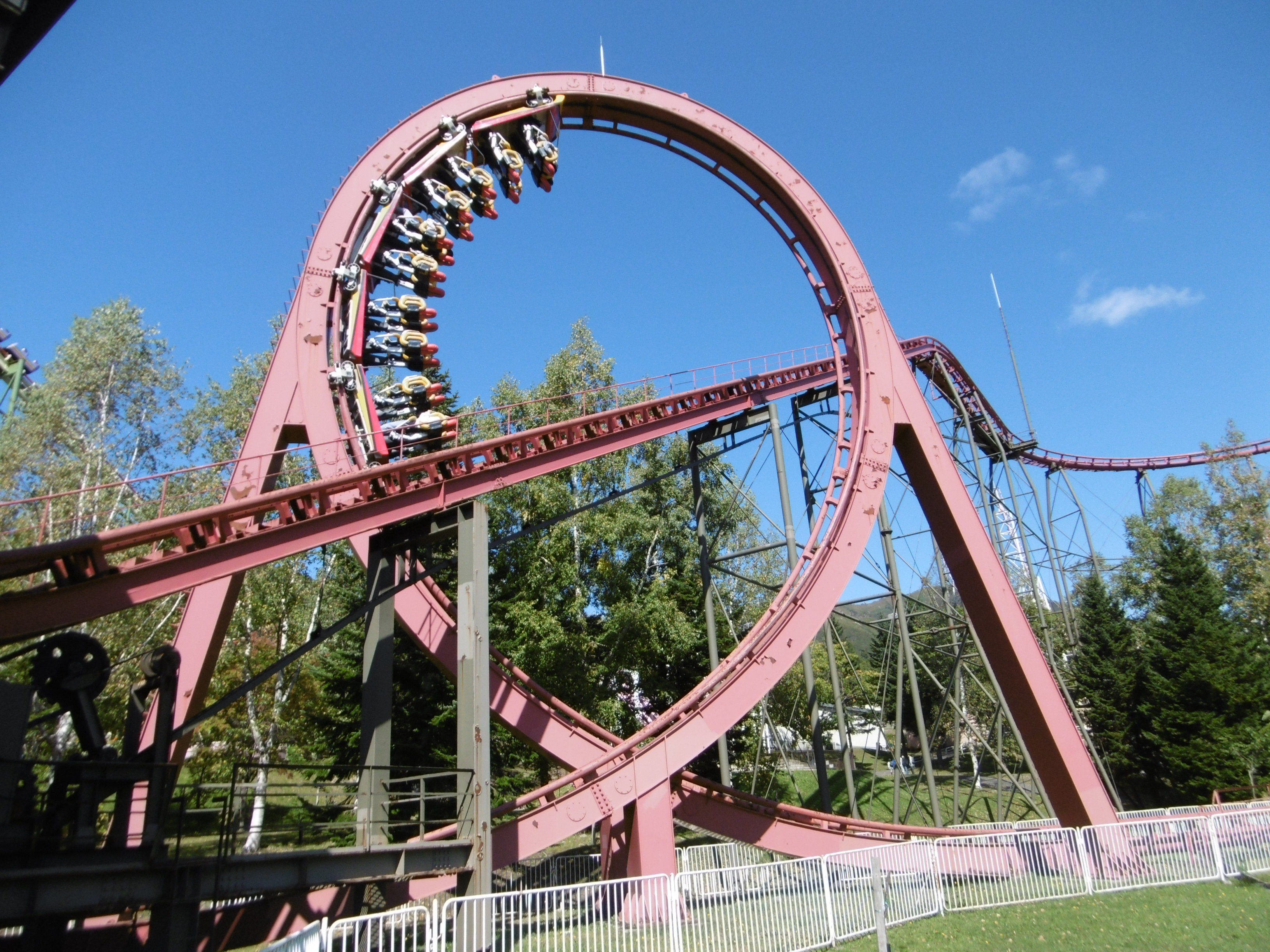
ルスツリゾートに移設されたスタンディングコースター（2021年）

- プレイランド - 3万平米の敷地に北海道初のスタンディングコースターや観覧車などを設置。札幌市のエイト・レジャー物産が運営[58]。
  - スタンディングコースター（全長450m・最高時速75km・定員20名[59] 東娯製[58]）
  - シーパニック（東娯製[58]）
  - 大観覧車（高さ50m[59]、ゴンドラ36基・泉陽興業製[58]）
  - スーパースイング
  - バイキング「グレートポセイドン」（32人乗り・泉陽興業製[58]）
  - クレージーホープ（明昌特殊産業製[58]）
  - ジェットスター
  - モンスター（明昌特殊産業製[58]）
  - スリラー館
  - ミラーハウス
  - バッテリーカー
  - ミニ鉄道「銀河鉄道」[58]
  - プレーランド
  - フアフアトランポリン
  - カーニバルコーナー
  - フアフア惑星
  - ゴーカート（明昌特殊産業製[58]）
  - ツイスター（明昌特殊産業製[58]）
  - ダイノラマ360（明昌特殊産業製[58]）
  - 閉幕後は大観覧車・グレートポセイドン・スーパースイングが夕張市の石炭の歴史村[60]、スタンディングコースター・シーパニックがルスツ高原カントリーランドに移設[50]。
- メインゲート - 全長170m[61]。
  - 事務局[61]
  - 会議室[61]
  - 警察官詰所[61]
  - 警備センター[61]
  - バスロータリー[62]
- サブゲート（会場東側）[62]
- 総合案内所[62]
- サービスセンター[62]
- 海上タクシー乗り場[62]
- レストプラザ
- 駐車場[63]
  - 一般車：北ブロック1210台・南1687台・西148台
  - 関係者用：Aブロック200台、Bブロック65台
  - VIP用：20台
  - 東駐車場(主にバス・大型車用)：バス130台、普通車253台

### ピアIRONAI会場
- プレイランド
  - サイクルモノレール[6]（泉陽興業製[58]）
  - ミニSL「チビロコ」[6][58]
  - バッテリーカー[6][58]
  - ミラーハウス[6][58]
  - フアフアネッシー[58]
  - 定置型乗物機[58]
- イベント広場 - コンサート、スポーツイベント、ラジコン大会等を実施[64]。7月1日より間口12m・奥行10mの屋根付きイベントステージ「マリンステージ」を設置[65]。
- お休み広場
- 水産市場（地元物産14店舗[4]、合計18ブース[66]）
- 駐車場(第3埠頭407台・会場前普通車144台・関係者83台)[63]

当初はシーワールドパビリオンや地元の手工芸を生かしたフィッシャーマンズワーフなどの建設を見込んでいたが予算不足のため見送られ西武流通グループと参加交渉を行うも折り合わず、売店・飲食・遊戯施設を設置する小規模展開とし、また飛行船の展示も目玉イベントとして計画されたが取りやめとなり、物販は1店舗あたり70-150万円の契約料で出店されたものの軒並み赤字に終わり来場客からは「土産店があるだけでおまけに帰りの足の便も悪くインチキに近い」との不評も有り、予想を大きく下回る来客に終わったことから閉会後の市議会では「結果的には博覧会の足を引っ張る形になったのではないか」との意見に集約された。

## 主なイベント
カッコ内は開催日とゲスト。期間中有名人出演のイベントや小樽市内外の文化芸能ステージなどを合わせて約350団体が出演。
お祭り広場
- NHK歌謡ステージ「ひるの散歩道」公開録音（6月10日 山本譲二、三原順子）[71]
- NHKFM「夕べのひととき」公開録音
  - 6月11日 荻野目洋子、桑田靖子、八木橋巧[71]
  - 6月12日 大沢逸美、徳丸純子、山本陽一[72]
- 郵政省・UHB「みんなで楽しく!健康クイズ」公開録画（6月16日 福地泡介、中村久美）[73][12]
- UHB「ボニージャックスと歌おう世界の歌まつり」公開録画（6月23日）[74][75]
- NHK「昼のプレゼント」公開収録（7月1日 山本譲二）[76]
- ワーナーパイオニア加藤香子キャンペーン（7月8日）[77]
- ナホトカデー（7月12日）[78]。
- HBCほっかいどうレコード新人祭（7月15日 荻野目洋子、矢追幸宏ほか）[79][80]
- EXPO落語会親子名人会（7月21日 柳家小さん、柳家三語楼、柳家小富）[81]
- ジャズイン'84 JAZZ VOCAL阿川泰子（7月22日）[82]
- STVラジオ「ジュディ・オングのミュージックロビー」（7月29日 五十嵐浩晃、雅夢）[83]
- タモリ・サウンドポートスペシャル（7月29日）[83][84]
- 佐々木基晴少年民謡会（7月30日）[85]
- FM北海道「シーサイドライブ'84」（7月31日 デューク・エイセス）[86]
- OSK日本歌劇団公演（8月1日）[86]
- コロムビアレコード北見恭子キャンペーン（8月2日）[86]
- ザ・ポップス・グランプリ（司会：山本コウタロー、セーラ 審査員：井上大輔、松任谷正隆、山本コウタロー、林真理子、大貫憲章 ゲスト：杏里、井上大輔ほか）[87]
- NHKラジオ生放送 小樽博記念夏季ラジオ体操祭（8月5日）[88][89]
- テイチクレコード ロックコンサート（8月5日 X-RAY、本城未沙子）[87][90]
- RCA松本友里キャンペーン（8月10日）[91]
- FM北海道ラブソーアイズコンサート・イン・オタル（8月11日 五十嵐浩晃、蓑谷雅彦、セイルアウェイ）[92]

コミュニケーション館
- ニューメディア展オープニングショー（6月10日 三原順子、NHKコーナーにて開催）[71]

船舶寄港
- 小樽港に事務局の働きかけで期間中以下の官庁船7船、観光船としてつくば科学万博のPRを兼ねた新さくら丸や十和田丸の国内2船と海外客船3船が小樽港に寄港し、官庁船と国内観光船2船は一般公開を行った[93]。
  - 官庁船[93]
    - 海底ケーブル敷設船「黒潮丸」（6月30日）
    - 気象観測船「高風丸」（7月12日）
    - 巡視船「つがる」（7月21日）
    - 練習船「北斗丸」（8月2日）
    - 巡視船「りしり」「そうや」（8月4日）
    - 水路観測船「拓洋」（8月4日）

  - 観光船[93]
    - 客船「フェリックス・ジェルジンスキー（en）」（6月19日・7月12日）
    - 客船「新さくら丸」（7月5日）
    - 青函連絡船「十和田丸」（7月14日）
    - 客船「プリアムリエ（ru）」（7月20日）
    - 客船「パールオブスカンジナビア（en）」（7月16日・26日）

## 沿革
- 1982年
  - 6月18日 - 小樽市議会本会議にて'82北海道博覧会に関連し自民党市議から博覧会開催についての質問が出され、市長が検討する旨を答弁する[94]。
  - 7月23日 - 小樽商工会議所事務局で望洋パークタウンを会場とする「未来の交通と通信博覧会」案を策定[94]。
  - 10月12日 - 小樽市長が北海道新聞社社長を訪問し博覧会協力を要請、15日に要請文書を提出[94]。
  - 11月19日 - 小樽市・小樽商工会議所・北海道新聞社の三者で博覧会開催を最終決定[94]。
  - 11月 - 博覧会基本構想発表[95]。
- 1983年
  - 1月8日 - 事務局開設[96]。
  - 1月28日 - シンボルマーク決定[11]。
  - 2月12日 - 実行委員会設立、会則・計画案・シンボルマーク・予算案等を承認[28]。
  - 3月 - 会場基本計画策定[94]。
  - 5月25日 - 小樽商工会議所が博覧会事業推進委員会を設置[56]。
  - 6月10日 - 前売入場券発売[15]。
  - 10月26日- 会場建設工事開始[94]
- 1984年
  - 1月 - 会場全体計画決定[94]。
  - 3月18日 - 勝納埠頭会場施設工事着工[97]。
  - 5月10日 - ピアIRONAI会場設営開始、テーマ館開閉試験開始[98]。
  - 6月9日 - 勝納埠頭会場レストプラザにて前夜祭開催[4][71]。
  - 6月10日 - 開会式。午前8時から潮太鼓・北海道警察カラーガード隊のアトラクションの後開会宣言、志村和雄小樽市長の挨拶、高木正明北海道開発政務次官・佐竹土佐男北海道副知事・箕輪登衆院議員の祝辞の後主催者代表、テーマ館デザイナーのルイジ・コラーニ、小樽市の姉妹都市からナホトカ市のアシカソフ副市長とニュージーランド・オタゴ商業会議所ヘンダーソン専務理事、開幕日に一歳の誕生日を迎えた地元の一歳児4名によるテープカットを行い風船とスターマイン花火を打ち上げた[99]。
  - 6月20日 - 高松宮夫妻が来訪[100]。
  - 7月21日 - 開場時間を18時までに延長[82]。
  - 8月5日 - 入場者100万人達成[88]。
  - 8月19日 - 入場者150万人達成[101]。
  - 8月26日 - 閉会式。テーマ館オタルステージ開放に始まり小樽市消防音楽隊と若潮太鼓の演奏、細谷正和博覧会実行委員長の閉会宣言とともにファンファーレと五段雷の打ち上げ、小樽海洋少年団の手旗による蛍の光披露、博覧会旗・主催者旗の降納、そしてお祭り広場にて志村和雄実行委員会長の挨拶と出展企業への感謝状進呈と代表返礼挨拶を行った[102]。
  - 11月19日 - 市経済常任委員会で収支決算を報告[8]、支出約22億7128万円・収入約18億1939万円で約3億7988万円の赤字となる[103]。その後共催した北海道新聞社・小樽商工会議所と赤字の責任分担の協議が成立せず小樽市単独で1984年度2億6500万円・1985年度1億1450万円の計3億7950万円の債務負担を行った[104]。
  - 12月18日 - 小樽市第4回定例市議会にて志村和雄市長が3ヶ月間の給料1割削減・実行委員長として博覧会に直接関与した細谷正和助役1名の6ヶ月間給料1割削減を表明[105]。

## 交通アクセス
- 国鉄が会場近辺への臨時列車運行や記念切符販売、協賛イベントを実施。
  - 小樽築港駅からの引き込み線を用い臨時駅「会場前駅」（会場前臨時乗降場[107][108]）を主会場から120mの位置に設置[109]、ホームはなく列車到着時にデッキへ階段を横付けし乗客の乗降を行い、貨物コンテナを改造した切符売り場とトイレや[110]、コンテナ積載貨車2両を置いての「祝小樽博産業と生活にとけこむ国鉄コンテナ」のPR看板[108]、廃車部品の販売会を行うテントを設置した[42]。
  - 期間中に札幌駅から手稲駅に停車し会場前駅までを結ぶ臨時快速列車「スリッピ号」を運行[41][111][40]。博覧会のマスコットをあしらったヘッドマークを据え付け6月6日に報道関係者などを交えた試験運行を行った後[112]、6月10日から7月15日に日曜のみ午前1往復・午後2往復の一日3往復、7月21日以降は毎日上り午前3便・午後2便と下り午前午後2便ずつの4便を設定した[41]。車両はキハ80系と14系客車を用い14系は座席車とB寝台車の両方が使われ、7月15日まではキハ82系のみで7月21日以降はDD51またはDE15牽引による14系客車運行の札幌発下り2本・上り1本を追加する形とした[107]。期間中99,288名が利用[113]。スリッピ号を含め普通・急行合わせ前年比で夏季臨時列車を205本増便した[109]。
  - 主会場周辺の小樽築港機関区にてディーゼル機関車の展示会や切符・駅弁の展示や鉄道映像の上映を開幕から7月まで毎週日曜・7月21日から閉幕日まで毎日行った[82]。DE15双頭式ラッセルやDD14ロータリー[82]、DD13、DD15ラッセル、DD16、DD51、DE10の7種の機関車展示[114]、また機関区構内300mの間を1回10名程度で1日16回のスケジュールで往復する[40]、DD51の試乗体験会を開催[110]。
  - 道内主要駅から小樽駅・小樽築港駅までの往復運賃と博覧会入場割引券をセットにした割引切符「小樽博きっぷ」が販売された[106]。運賃割引率は平均12%[41]。また札幌駅・小樽駅・南小樽駅・小樽築港駅・苫小牧駅・千歳空港駅・岩見沢駅・滝川駅で14種類計19万6千枚の博覧会記念入場券を販売し、東京の交通博物館でも一部販売された[41]。入場券にはパビリオンのデザインと発売箇所周辺の名所があしらわれ札幌・小樽駅では時計台・豊平館・道庁赤レンガ・小樽運河・祝津・潮祭りの6枚セット、南小樽・小樽築港駅では勝納臨海公園・小樽築港・小樽築港駅付近・南小樽駅から望む港の4種セット、苫小牧駅ではウトナイ湖、岩見沢駅では自然公園、滝川駅では道立滝川畜産試験場をモチーフとした[114]。
- 小樽観光振興公社が松島湾観光汽船所有の木造船「はつかり」（1961年建造・340人乗り・116総トン）を買い取り主会場と副会場の間で海上タクシーとして運航[115]。白い船体に青と水色のラインを入れた塗装で1日約10往復・料金大人200円子供100円・片道約15分で結んだが[6]、利用者数は計104,284人と[113]、想定の3分の1程度の利用客数にとどまった[115]。この他ピアIRONAI会場近辺の第三ふ頭からおたる水族館近辺の祝津方面やオタモイ海岸周遊の遊覧船の運航も行った[115]。
- 北海道中央バスが小樽市内での臨時バスや定期路線バスの博覧会会場経由便を運行[116]。
  - 小樽駅前から勝納埠頭会場メインゲート前までの直通バスを開幕時に15分間隔[19]、7月21日以降は10分間隔で運行[117][82]。251,443名が利用[113]。
  - 勝納会場から天狗山ロープウェイまでの直通路線を午後に30分間隔で開幕から7月15日まで毎週日曜・21日から閉幕までは毎日運行[117]。
  - 勝納会場-ピアIRONAI会場間の連絡バスを40分間隔で運行[118]。5,562名が利用[113]。
  - 定期路線の札樽線の一部に勝納会場経由便を設定し、開幕時に札幌発6便・小樽発4便[117]、7月21日からは9便増便し札幌発10便・小樽発9便とした[82][119]。